# Prinerigone pigra
Prinerigone pigra är en spindelart som först beskrevs av John Blackwall 1862.  Prinerigone pigra ingår i släktet Prinerigone och familjen täckvävarspindlar.
Artens utbredningsområde är Madeira. Inga underarter finns listade i Catalogue of Life.